# I Want Your Sex
I Want Your Sex è un singolo del cantante inglese George Michael, il primo estratto dall'album Faith e presente nella colonna sonora del film Beverly Hills Cop II.
I Want Your Sex è il secondo singolo di George Michael a raggiungere i primi tre posti nella classifica statunitense, dopo il duetto con Aretha Franklin I Knew You Were Waiting (For Me). Nonostante la forte censura e i problemi relativi alla diffusione radiofonica, il singolo ha ottenuto un grande successo diventando una delle hits dell'estate del 1987.
Ha raggiunto la posizione nº2 della Billboard Hot 100 ed è rimasto tra i primi 10 dei singoli della classifica per oltre sei settimane. Il singolo ha raggiunto le prime posizioni anche in diversi paesi, come Paesi Bassi e Canada. In Gran Bretagna si è posizionato alla nº3.

## Tracce

### 7": Epic / LUST 1 (UK)
1. "I Want Your Sex" (Rhythm 1 Lust) – 4:44
2. "I Want Your Sex" (Rhythm 2 Brass in Love) – 4:43

### 12": Epic / LUST T1 (UK)
1. "I Want Your Sex" (Monogamy Mix) – 13:12
  - "Rhythm 1 Lust"
  - "Rhythm 2 Brass in Love"
  - "Rhythm 3 A Last Request"
2. "Hard Day" – 4:51

### CD: Epic / CD LUST 1 (UK)
1. "I Want Your Sex" (Monogamy Mix) – 13:12
  - "Rhythm 1 Lust"
  - "Rhythm 2 Brass in Love"
  - "Rhythm 3 A Last Request"

### CD: Epic / 654 601-3 (UK)
1. "I Want Your Sex" (Parts 1 & 2) – 9:13
2. "A Different Corner" – 3:59
3. "Careless Whisper" (Extended mix) – 6:30

- pubblicato nel 1989

## Classifiche
| Classifica (1987)              | Posizione massima |
| ------------------------------ | ----------------- |
| Australia                      | 2                 |
| Austria                        | 2                 |
| Belgio (Fiandre)               | 1                 |
| Canada                         | 2                 |
| Danimarca                      | 3                 |
| Europa                         | 3                 |
| Finlandia                      | 2                 |
| Francia                        | 11                |
| Germania                       | 3                 |
| Irlanda                        | 1                 |
| Italia                         | 2                 |
| Norvegia                       | 3                 |
| Nuova Zelanda                  | 2                 |
| Paesi Bassi                    | 1                 |
| Regno Unito                    | 3                 |
| Spagna                         | 4                 |
| Stati Uniti                    | 2                 |
| Stati Uniti (dance club)       | 2                 |
| Stati Uniti (dance/electronic) | 1                 |
| Svezia                         | 8                 |
| Svizzera                       | 4                 |

## Nella cultura di massa
Nel 2008 l'omonimo episodio della serie televisiva Eli Stone è incentrato su una giovane studentessa che viene espulsa da scuola per aver cantato I Want Your Sex, in segno di protesta, durante una riunione scolastica sul programma di astinenza sessuale.